# Argyresthia retinella
Argyresthia retinella ist ein Schmetterling (Nachtfalter) aus der Familie der Gespinst- und Knospenmotten (Yponomeutidae).

## Beschreibung
Dieser kleine Falter erreicht eine Flügelspannweite von 9 bis 10 Millimetern. 

## Ähnliche Arten
- Argyresthia thuiella und
- Argyresthia fundella (dunkle Flecken am Vorderflügelhinterrand bei beiden Arten deutlich)[1]

## Verbreitung
In ganz Europa verbreitet. Typenlokalität ist Glogów, Polen. Im Vergleich zu anderen Mottenarten sehr häufig auf den Britischen Inseln.

## Flugzeit
Die Art bildet eine Generation, die von Juni bis Juli fliegt. Die Falter werden vom Licht angezogen, sie können aber auch am Tag beobachtet werden.

## Lebensweise
Die Raupen fressen im Inneren von jungen Trieben oder Kätzchen von  Weiden (Salix spec.), Birken (Betula spec.), und Pappeln (Populus spec.). Die Eier wurden bei Untersuchungen fast ausschließlich auf Flechten gefunden, hauptsächlich auf Parmelia olivacea, die häufig die Bäume bedeckt. Die Eier verkeilen zwischen Flechte und Rinde der Äste und Zweige. An jungen Bäumen ohne Flechten lagern die Eier in Höhlungen der angefressenen Knospen aus dem Vorjahr.  So überwintern die Eier. Laboruntersuchungen ergaben, dass sie Temperaturen bis zu minus 35–36 °C aushalten.  Die Raupen schlüpfen im Frühjahr und bohren sich sofort in die Knospen hinein.

## Schadwirkung
Es wird von Massenausbrüchen 1991–1995 in Nord-Norwegen berichtet mit Schäden an Behaarten Birken (Betula pubescens und Betula pubescens subsp. czerepanovii). 